# 黎倩儀 (台灣)

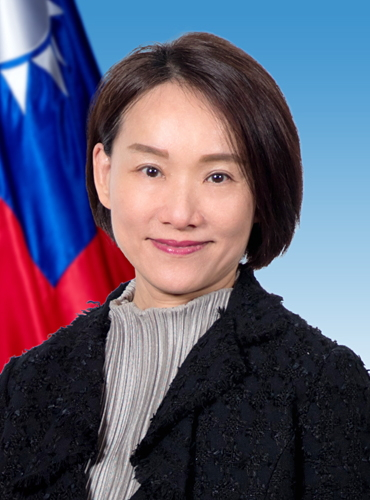
駐帛琉大使館刊登肖像照

黎倩儀，中華民國外交官、政府官員。天主教輔仁大學法律學系法學士、聖母大學法學院法學碩士，後赴哈佛大學甘迺迪學院高階文官班、亞太安全研究中心亞太研究班進修。曾任中華民國外交部條約法律司專員、駐洛杉磯臺北經濟文化辦事處秘書、外交部國會事務辦公室科長、駐檀香山臺北經濟文化辦事處組長／副處長、外交部國會事務辦公室副執行長／執行長、駐斐濟臺北商務辦事處大使銜代表等職務，現任駐帛琉大使。

## 家庭
黎倩儀的丈夫周中興同為外交官，擔任過駐奧克蘭臺北經濟文化辦事處總領事銜處長、外交部領事事務局副局長、駐緬甸臺北經濟文化辦事處大使銜代表等職務。

## 職業生涯
2019年7月31日，在中華人民共和國對斐濟的施壓下，將中華民國駐斐濟商務代表團（Trade Mission of the Republic of China to the Republic of Fiji）更名為駐斐濟臺北商務辦事處（Taipei Trade Office in Fiji），至此，駐非邦交國機構已無使用中華民國國號。
黎倩儀曾獲外交部模範公務員獎章。
| 中華民國政府職務 | 中華民國政府職務                                        | 中華民國政府職務 |
| ---------------- | ------------------------------------------------------- | ---------------- |
| 前任： 周民淦    | 中華民國駐帛琉大使 2021年10月－                         | 繼任： '         |
| 前任： 邱太欽    | 中華民國駐斐濟代表 2019年1月－2021年9月                 | 繼任： 周進發    |
| 前任： 周唯中    | 中華民國外交部國會事務辦公室執行長 2017年9月－2019年1月 | 繼任： 丘高偉    |